# Geranomyia viridella
Geranomyia viridella är en tvåvingeart som först beskrevs av Alexander 1930.  Geranomyia viridella ingår i släktet Geranomyia och familjen småharkrankar.
Artens utbredningsområde är Belize. Inga underarter finns listade i Catalogue of Life.